# Москаленко, Анатолий Иванович
Анатолий Иванович Москаленко (род. 17 февраля 1942, Кривой Рог, Днепропетровская область) — советский и украинский партийный деятель, народный депутат Украины 2-го созыва, заместитель председателя Всеукраинского объединения «Громада». Кандидат экономических наук (1987), доцент.

## Биография
Родился 17 февраля 1942 года в городе Кривой Рог.
В 1959—1962 годах — киномеханик отдела культуры Криворожского района. Служил в Советской армии. С 1965 года — электрослесарь на комбинате «Криворожсталь». С 1967 года — на комсомольской работе.
В 1967 году поступил и в 1971 году окончил Крымский педагогический институт, исторический факультет, историк. С 1972 года — в Днепропетровском областном комитете КПУ. В 1972 году поступил и в 1975 году окончил Днепропетровский государственный университет, экономический факультет. 
С августа 1980 года — 1-й секретарь Саксаганского районного комитета КПУ Кривого Рога. С июля 1982 года — 2-й секретарь Криворожского городского комитета КПУ.
В 1984—1987 годах — аспирант экономического факультета Института общественных наук при ЦК КПСС. В 1987 году защитил кандидатскую диссертацию «Социальные аспекты управления реконструкцией горнорудных предприятий».
С августа 1987 года — 1-й секретарь Желтоводского городского комитета КПУ.
С 1990 года — начальник отдела социального развития Днепропетровского облисполкома; начальник отдела цен и ценовой политики Днепропетровской облгосадминистрации. С июня 1993 года — директор государственного предприятия «Днепропетровский областной деловой центр».
Народный депутат Украины 2-го созыва с июля 1994 по апрель 1998 года — избран по Пятихатскому избирательному округу № 104 Днепропетровской области, выдвинут трудовым коллективом. Председатель подкомитета по анализу и контролю бюджетного обеспечения науки и образования Комитета по бюджету. Координатор группы «Единство».
Автор 10 научных работ.

### Семья
- Отец, Иван Иванович (1916—1980) — комбайнёр, тракторист;
- Мать, Раиса Ивановна (1919—1971) — доярка;
- Жена, Алла Никитовна (род. 1947) — биолог, учитель;
- Сын, Андрей (род. 1972) — экономист, менеджер;
- Дочь, Оксана (род. 1976) — юрист.

## Награды
- Орден «Знак Почёта»;
- Почётная грамота Верховной рады Украины[2];
- Медаль «За спасение утопающих» (1980)[3].